# Mita (métro de Tokyo)
Pour les articles homonymes, voir Mita.
Mita (三田駅, Mita-eki) est une station du métro de Tokyo sur les lignes Asakusa et Mita dans l'arrondissement de Minato à Tokyo. Elle est exploitée par le Bureau des Transports de la Métropole de Tokyo (Toei).

## Situation sur le réseau
La station Mita est située au point kilométrique (PK) 4,0 de la ligne Mita et au PK 8,0 de la ligne Asakusa.

## Histoire
La station a été inaugurée le 21 juin 1968 sur la ligne Asakusa. La ligne Mita y arrive le 27 novembre 1973.

## Services aux voyageurs

### Accès et accueil
La station est ouverte tous les jours.
En moyenne, 180 089 voyageurs ont fréquenté quotidiennement la station en 2015.

### Desserte
- Ligne Asakusa :
  - voie 1 : direction Sengakuji (interconnexion avec la ligne principale Keikyū pour Shinagawa et l'aéroport de Haneda) ou Nishi-Magome
  - voie 2 : direction Oshiage (interconnexion avec la ligne principale Keisei pour Inba-Nihon-Idai, Shibayama-Chiyoda ou l'aéroport de Narita)
- Ligne Mita :
  - voie 3 : direction Meguro (interconnexion avec la ligne Tōkyū Meguro pour Hiyoshi)
  - voie 4 : direction Nishi-Takashimadaira

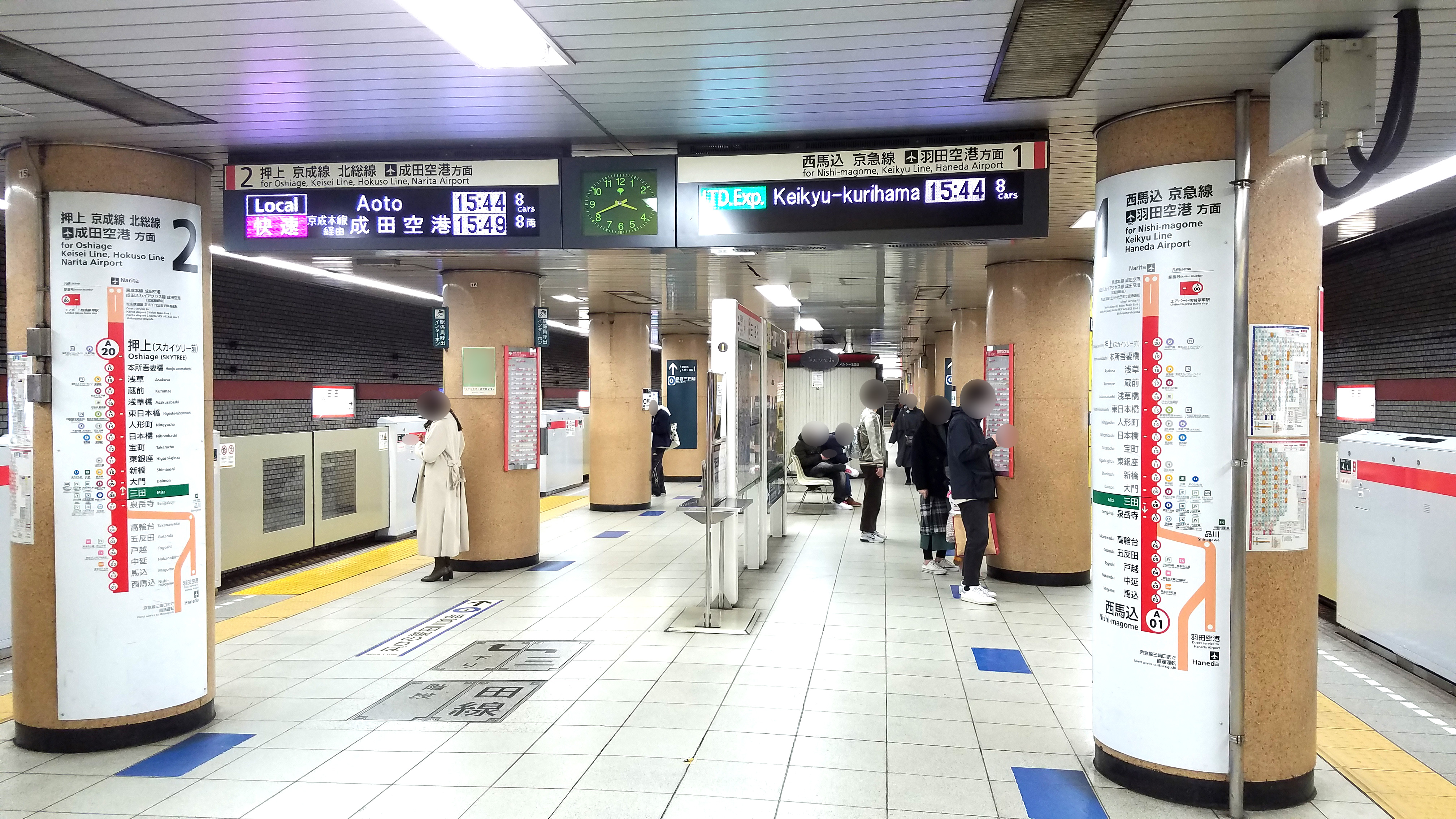
Quai de la ligne Asakusa
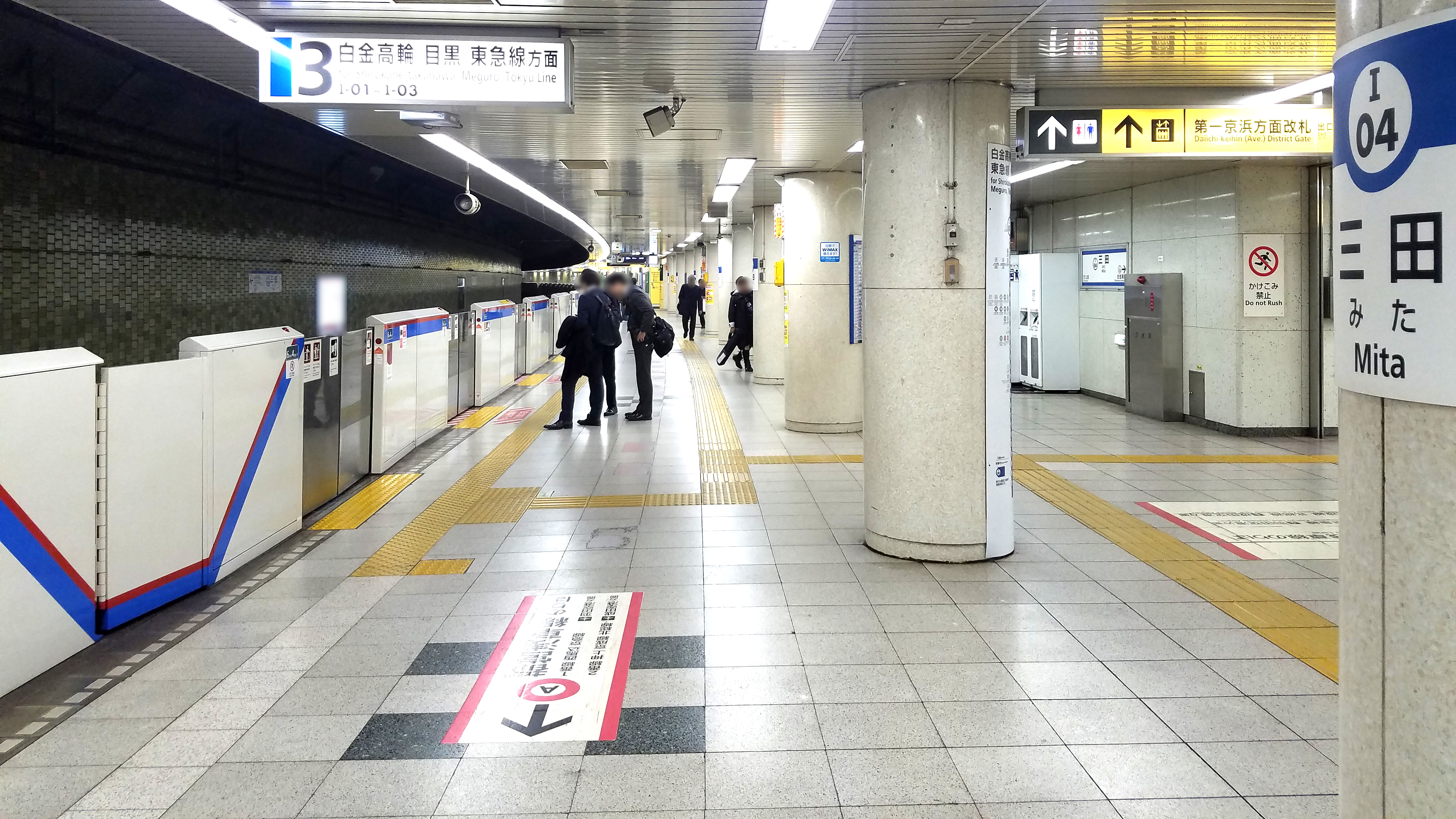
Quai de la ligne Mita

### Intermodalité
La station est à proximité de la gare de Tamachi (lignes Yamanote et Keihin-Tōhoku).

## A proximité
- Université Keiō